# Haplidus pubescens
Haplidus pubescens là một loài bọ cánh cứng trong họ Cerambycidae.